# Nationalparkkomplex W-Arly-Pendjari
Der Nationalparkkomplex W-Arly-Pendjari, auch WAP-Nationalparkkomplex oder WAP-Komplex, ist ein grenzübergreifender Komplex mehrerer Schutzgebiete zwischen den Staaten Benin, Burkina Faso und Niger. Im Zentrum des Komplexes stehen die Nationalparks W, Arly und Pendjari. Der in seiner Form weltweit einmalige multinationale Nationalparkkomplex ist seit 2017 als UNESCO-Welterbe gelistet, nachdem bereits seit 1996 der Teil des W in Niger derartig ausgewiesen war.

## Lage
Der Nationalparkkomplex liegt im Süden Westafrikas im Norden Benins, Südosten Burkina Fasos und Südwesten Nigers. Der Schutzkomplex wird im Osten vom Fluss Niger und im Westen vom Pendjari, einem Nebenfluss des Volta, durchzogen. Insgesamt hat das Gebiet eine Ausdehnung von etwa 31.000 km² und ist damit größer als beispielsweise das Bundesland Brandenburg.
Neben den drei Nationalparks, welche die Kerne bilden, gehören weitere Schutzgebiete zum WAP-Komplex: Beispielsweise die Réserve partielle de Pama, Réserve totale du Singou und Réserve partielle de la Kourtiagou in Burkina Faso.

## Fauna

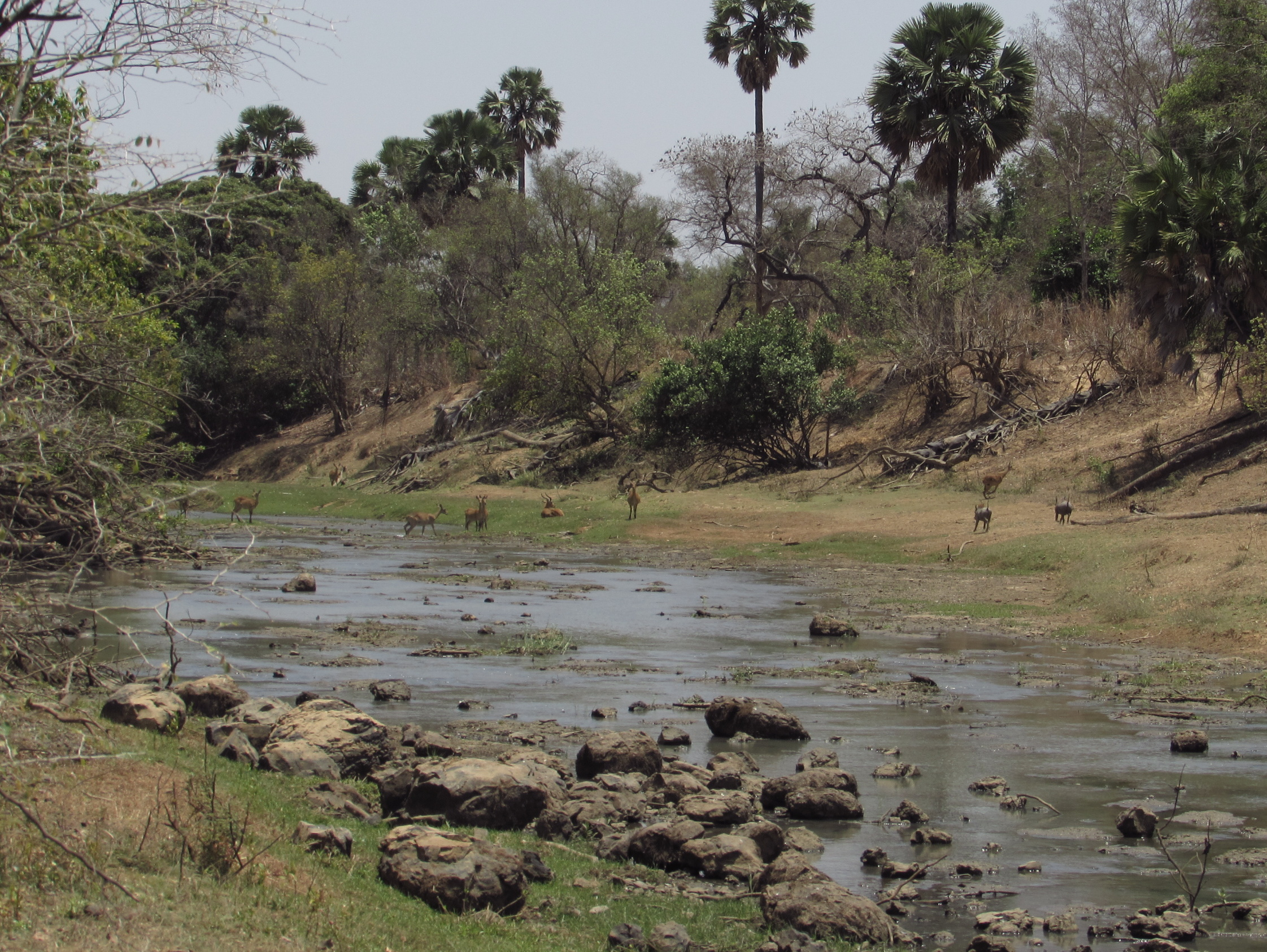
Antilopen und Warzenschweine wechseln in der Trockenzeit über den Fluss Pendjari vom Nationalpark Pendjari in Benin in den Nationalpark Arly in Burkina Faso

Der WAP-Komplex ist eines der letzten Rückzugsgebiete des vom Aussterben bedrohten Westafrikanischen Löwen. Man nimmt an, dass etwa 90 Prozent der Gesamtpopulation des Westafrikanischen Löwen in dem Gebiet leben.
Weitere Großtiere sind beispielsweise der Afrikanische Elefant, Leopard, Flusspferd, Afrikanischer Büffel, Warzenschwein, Pferdeantilope, Westafrika-Kuhantilope und andere. Weiterhin gibt es noch Geparde und Afrikanische Wildhunde.